# Augustus Welby Northmore Pugin
Augustus Welby Northmore Pugin (ur. 1 marca 1812 w Bloomsbury, zm. 14 września 1852) – angielski architekt. W swoich pracy teoretycznych, jak np. The True Principles of Pointed or Christian Architecture bronił wyższości gotyku nad innymi stylami, a także ukazywał jego chrześcijański charakter.
Do jego projektów należały między innymi katedry katolickie w Birmingham oraz Southwark, a także kaplica w Alton Towers. Charles Barry zlecił mu wyposażenie i dekorację wnętrz Pałacu Westminsterskiego.